# پوجیو سن لورنزو
پوجیو سن لورنزو (به ایتالیایی: Poggio San Lorenzo) یک کومونه در ایتالیا است که در استان ریتی واقع شده‌است.

## خصوصیات
پوجیو سن لورنزو ۸٫۷ کیلومترمربع مساحت و ۵۷۶ نفر جمعیت دارد و ۴۹۴ متر بالاتر از سطح دریا واقع شده‌است.